# Khangarid
Il Khangarid è una società calcistica mongola con sede nella città di Erdenet. Tra le otto squadre disputanti la Niislel League, la massima divisione del campionato mongolo, è l'unica a non avere sede ad Ulan Bator. La squadra si è laureata campione di Mongolia per quattro volte, nei campionati 2001, 2003, 2004 e 2010, e i colori sociali sono il bianco e il verde.

## Palmarès

### Competizioni nazionali
- Niislel League: 4

2001, 2003, 2004, 2010

### Altri piazzamenti
- Niislel League:

Secondo posto: 2005, 2007, 2013, 2016
Terzo posto: 2014, 2019